# Jared Jeffrey
Jared Michael Jeffrey (Dallas, 1990. június 14. –) amerikai labdarúgó, a D.C. United középpályása.